# The Moody Blues
The Moody Blues là một ban nhạc rock được thành lập tại Birmingham, Anh vào năm 1964, ban đầu bao gồm tay chơi organ Mike Pinder, nghệ sĩ đa nhạc cụ Ray Thomas, tay guitar Denny Laine, tay trống Graeme Edge và tay bass Clint Warwick. Nhóm đã nổi bật với các bài hát rhythm & blues. Họ đã thực hiện một số thay đổi trong đội hình nhạc sĩ nhưng đã dàn xếp một đội ngũ gồm Pinder, Thomas, Edge, guitarist Justin Hayward và bassist John Lodge, những người đã ở cùng nhau trong hầu hết "kỷ nguyên kinh điển" của ban nhạc vào đầu những năm 1970.
Album thứ hai của họ, Days of Future Passed, được phát hành vào năm 1967, là sự kết hợp giữa rock với âm nhạc cổ điển, thành lập ban nhạc như là người tiên phong trong việc phát triển rock nghệ thuật và rock tiến bộ. Nó đã được mô tả như là một "cột mốc" và "một trong những album khái niệm thành công đầu tiên". Nhóm đã lưu diễn rộng rãi vào đầu những năm 1970, sau đó mất một thời gian gián đoạn kéo dài từ năm 1974 đến năm 1977. Người sáng lập Mike Pinder rời nhóm một năm sau khi họ tái lập và được thay thế bởi bàn phím người Thụy Sĩ Patrick Moraz vào năm 1978. Trong thập kỷ tiếp theo, họ đã tạo ra âm thanh tổng hợp nhiều hơn và sản xuất The Other Side of Life vào năm 1986, điều này khiến họ trở thành hành động đầu tiên kiếm được ba trong số 10 đĩa đơn hàng đầu đầu tiên ở Hoa Kỳ trong một thập kỷ khác. Những rắc rối về sức khỏe đã dẫn đến vai trò giảm sút đối với người sáng lập Ray Thomas trong suốt những năm 1980, mặc dù những đóng góp âm nhạc của ông đã hồi phục sau khi Moraz ra đi vào năm 1991. Thomas đã nghỉ hưu vào năm 2002.
Album gần đây nhất của ban nhạc là December (2003), một bộ sưu tập nhạc Giáng sinh. Nó tiếp tục lưu diễn trong suốt thập kỷ đầu tiên của thập niên 2000 và vẫn tái hợp định kỳ cho các sự kiện, các buổi hòa nhạc một lần, các tour du lịch ngắn và du lịch trên biển.
Những đĩa đơn thành công nhất của The Moody Blues bao gồm "Go Now", "Nights in White Satin", "Tuesday Afternoon", "Question", "Gemini Dream", "The Voice" and "Your Wildest Dreams". Ban nhạc đã bán được 70 triệu album trên toàn thế giới, bao gồm 18 LP bạch kim và vàng. Họ được giới thiệu vào Đại sảnh vinh danh Rock and Roll năm 2018.